# Pouteria alnifolia
Pouteria alnifolia är en tvåhjärtbladig växtart som först beskrevs av John Gilbert Baker, och fick sitt nu gällande namn av Guy Edouard Roberty. Pouteria alnifolia ingår i släktet Pouteria och familjen Sapotaceae. Inga underarter finns listade i Catalogue of Life.